# Plagiogramma marseulii
Plagiogramma marseulii är en skalbaggsart som först beskrevs av Kirsch 1873.  Plagiogramma marseulii ingår i släktet Plagiogramma och familjen stumpbaggar. Inga underarter finns listade i Catalogue of Life.